# It's a Biz
„It's a Biz (Ain't Nobody)“ je skladba německé skupiny Scooter z alba The Big Mash Up z roku 2011. Jako singl vyšla píseň v roce 2012.

## Seznam skladeb
1. It's A Biz (Ain't Nobody) (The Big Mash Up Tour 2012 Edit) – (3:21)
2. It's A Biz (Ain't Nobody) (Club Mix) – (5:40)
3. It's A Biz (Ain't Nobody) (Extended Mix) – (5:40)